# Enzymenhet
Enzymenhet definieras som den mängd enzym som krävs för att omvandla en μmol (mikromol) av ett substrat, till enzymets slutprodukt per minut vid standardiserade förhållanden vad gäller pH, temperatur, eventuellt vätsketryck eller eventuellt gastryck etc.
Detta är en äldre enhet som ersatts av SI-enheten katal, som mått på enzymaktivitet.